# R Hydrae
R Hydrae (R Hya) es una estrella variable en la constelación de Hidra.
Se encuentra a unos 425 años luz de distancia del sistema solar.

## Características físicas
R Hydrae es una gigante roja de tipo espectral M7IIIe con una temperatura superficial de 3028 K. Con un radio aproximadamente 460 veces más grande que el radio solar —valor obtenido a partir de la medida de su diámetro angular, 33 milisegundos de arco—, su luminosidad es unas 40.000 veces superior a la del Sol.
Aunque su masa es muy difícil de evaluar, se piensa que puede estar en torno a las dos masas solares.
Está catalogada como una estrella de tecnecio, elemento que aparece en su espectro.
R Hydrae es una estrella doble con una separación visual de 22 segundos de arco entre las dos estrellas.
La compañera visual tiene magnitud 12 pero parece que no forma un verdadero sistema binario con R Hydrae.

## Variabilidad
R Hydrae es una variable Mira cuya magnitud aparente varía entre +3,5 y +10,9 a lo largo de un período de 389 días. Con brillo máximo es visible a simple vista, mientras que con brillo mínimo se necesita un telescopio de al menos 5 cm para poder observarla.
Pero en banda K —ventana en el infrarrojo cercano centrada a 2,2 μm— es, con magnitud -2,66, la quinta estrella más brillante del cielo después de Betelgeuse (α Orionis), R Doradus, Aldebarán (α Tauri) y Arturo (α Bootis).
R Hydrae fue la tercera variable Mira descubierta después de Mira (ο Ceti) y χ Cygni. Parece que la estrella ya fue observada por Johannes Hevelius en 1622 cuando confeccionó su catálogo estelar, si bien no advirtió su variabilidad. No sería hasta 1704 que Jacques Philippe Maraldi descubrió la naturaleza variable de R Hydrae.
El período de variación de R Hydrae se ha ido acortando con el transcurso del tiempo. Antes del año 1700 era de unos 495 días, en 1900 era de 420 días, y a partir de 1950 se ha mantenido en su valor actual.
Estos cambios están relacionados con la estructura de la propia estrella, en donde existe un núcleo inerte de carbono y oxígeno. A su alrededor existe una capa de helio envuelta a su vez en una capa «especial» de hidrógeno, todo ello rodeado por una enorme envoltura inerte de hidrógeno.
La capa de helio y la especial de hidrógeno, ambas aptas para la fusión nuclear, se encienden ocasionalmente, el helio transformándose en carbono y oxígeno, y el hidrógeno en helio.
Esta última reacción añade más helio a la capa de helio, y cuando ésta es suficientemente gruesa, comienza su fusión de forma repentina, lo que se denomina «flash de helio».
Este suceso afecta a la estrella en su conjunto, y se cree que es lo que propicia el cambio de período en R Hydrae.